# Kongové
Kongové (také Bakongo nebo Esikongo) je bantuské etnikum žijící na atlantickém pobřeží střední Afriky. Jejich počet se odhaduje na deset milionů a jsou rozděleni mezi Konžskou republiku, Demokratickou republiku Kongo a Angolu. Mají vlastní jazyk konžštinu (kikongo), rozdělený do mnoha dialektů, ale hovoří také portugalsky, francouzsky a ngalsky.

## Historie
První bantuské kmeny přišly do oblasti kolem dolního toku řeky Kongo od severu v prvním tisíciletí našeho letopočtu. Ve čtrnáctém století vytvořily Konžské království, které patřilo k nejvyspělejším státům tehdejší Afriky. Kongové patřili k domorodým skupinám, které byly nejvíce postiženy obchodem s otroky. V 18. století zde vznikla křesťanská sekta zvaná antonianismus. V roce 1885 rozdělila Berlínská konference území Kongů na francouzskou, belgickou a portugalskou část. Ve 20. století vzniklo mesianistické náboženské hnutí kimbanguismus s protikoloniálním programem, na něž navázala nacionalistická organizace ABAKO. Kongové také vytvořili ozbrojené hnutí Národní fronta pro osvobození Angoly (FNLA), které bojovalo proti portugalským kolonizátorům a pak proti komunistické vládě Agostinha Neta, po ukončení občanské války v Angole se transformovalo na politickou stranu. Kongové tvoří většinu obyvatel v enklávě Cabinda bohaté na ropu, která usiluje o nezávislost na Angole.

## Způsob života
Kongové se živí převážně lovem, rybolovem a zemědělstvím (pěstuje se maniok, kukuřice, banánovník, batáty, kávovník a palma olejná). V moderní době mnozí z nich odcházejí do měst a živí se obchodem. Jsou známí svými dřevořezbami, především votivními figurami nkisi. Původní náboženství, založené na víře ve stvořitele Nzambi a Mpungu, bylo pod vlivem evropských misionářů převážně vytlačeno křesťanstvím. Kongové jsou tradičně rozděleni na dvanáct matrilineárních klanů, zvaných kânda. Existuje projekt na sjednocení všech příslušníků etnika do jednoho státu, nazvaného Musikongo.

## Tradiční náboženství Kongů
Ačkoli mezi Kongy převládá křesťanství (v rozličných církvích a denominacích), zůstává jejich tradiční náboženství stále živé. Běžná je také vícečetná náboženská identita.  Nejvyšším Bohem v náboženství Kongů je bůh Nzambi Mpungu. Jeho protějškem je bohyně Nzambici. Bůh Nzambi Mpungu stvořil vesmír, nižší božstva, duchy i lidi. Klíčový význam má kult předků. Předkové jsou prostředníky mezi lidmi a nejvyšším Bohem. Kongové rozdělují kosmos do dvou sfér: materiální (ku nseke) a duchovní (ku mpèmba). Nejzkušenější léčitelé (ngangové) dokáží podle Kongů komunikovat se zemřelými předky a hledat u nich pomoc v léčbě, odhalování příčin nemocí nebo věštění.
V tradiční kosmologii Kongů hraje klíčovou roli slunce. Lidé chápou realitu jako čtyř-sektorovou křížovou skutečnost, která kopíruje čtyři fáze pohybu slunce po obloze: vycházení, vrcholení, zapadání a absentování. Podle toho znázorňují Kongové kosmologický kruh zvaný Yowa protnutý křížem rozdělený na čtyři sektory.
Stvoření člověka (muntu) následuje čtyři fáze vývoje života. Musoni je početí, kala je narození, tukula je zralost, luwemba je úmrtí a přechod k předkům. Při narození a smrti přenášejí lidskou duši z duchovního do materiálního světa a opačně duchové Simbi.
Druhá možnost mytologického výkladu v náboženském systému Kongů je variantou čtyřsektorového kruhového kosmogramu Yowa, který nazírá horní polovinu kružnice jako svět materiální a dolní polovinu jako svět duchovní, horizontální středová čára potom symbolizuje hladinu vody. Čtyři póly symbolizují zemi, vzduch, oheň a vodu, ve středu je potom symbol slunce. Čtyři sektory zároveň poukazují na početí, narození, zralost a smrt a také na čtyři roční období.
Nejvyšším bohem je tedy Nzambi Mpungu jakožto stvořitel, spolu s bohyní Nzambici, s níž původně tvořil jednoho velkého Ducha.  

Po poměrně důsledné christianizaci Kongů ze strany Portugalců lidé převážně přijali tezi, že Bůh Nzambi Mpungu je křesťanský Bůh Otec (první osoba Boží Trojice) a ostatní božstva a duchové konžského panteonu jsou ve skutečnosti andělé. Vzhledem k tomu, že se jedná o náboženství aliterární, nemáme k dispozici doklady původních náboženských představ. 

Dalším je božstvo hromu Nzazi, se kterým je v úzkém vztahu božstvo blesku Lusiemo. (Duchovní vůdci zasvěcení božstvu Nzazi se nazývají Nganga Nzazi, kteří nejčastěji přivolávají sílu božstva v období sucha.) Nzazi je přivoláváno pomocí sošek Nkisi. Úderem dvou sošek Nkisi o sebe ngangové simulují zvuk hromu a přivolávají božstvo. 

Božstvo slunce a času se nazývá Ntangu, jeho bratrem je božstvo měsíce Ngonde. 

Božstvem moří a oceánů je Chicamassi-chinuinji. Božstvo deště a sklizně se nazývá Mpulu Bunzi.
Na územé obývaném Kongy však mohou mít božstva různá jména. 
Velký význam má posvátný háj Mfinda, kde Kongové předpokládají největší koncentraci duchů předků. Zde tajné společnosti organizují své iniciační rituály a kněží ngangové procházejí zasvěcením.